# El Santo
El Santo (Tulancingo, 23 september 1917 – Mexico-Stad, 5 februari 1984) was een Mexicaanse professioneel worstelaar en acteur. Zijn werkelijke naam was Rodolfo Guzmán Huerta. El Santo groeide in de jaren 50 uit tot een iconische volksheld.
El Santo was geboren in de staat Hidalgo, maar een paar jaar na zijn geboorte verhuisde hij naar Mexico-Stad. Ergens in de jaren 30 nam hij voor het eerst aan een worstelwedstrijd deel. In 1942 stelde zijn manager Jesús Lomelí en nieuw team samen van in zilver geklede worstelaars, en wilde dat Guzmán daar deel van zou gaan uitmaken. Het was ook Lomelí die de naam El Santo bedacht, wat "de heilige" betekent, en door El Santo verkozen werd boven El Diablo (de Duivel) en El Ángel (de Engel) die ook waren voorgesteld van zijn manager. Op 26 juli vocht hij voor het eerst een wedstrijd onder de naam El Santo in een arena in Mexico-Stad.
De Mexicanen raakten onder de indruk van zijn stijl en zijn vaardigheden, en hij werd in korte tijd erg populair. Er werd gezegd dat hij nooit een wedstrijd verloor. In 1954 werd hij wereldkampioen in de middengewichtklasse. Rond die tijd waren er al stripverhalen over hem verschenen, en in 1958 verscheen hij op verzoek van Fernando Osés voor het eerst in een film; Santo contra el Cerebro del Mal (Santo tegen de Hersenen van het Kwaad). In de jaren daarna speelde hij in zo'n 60 films, waarin hij onder andere supernatuurlijke wezens, gekke wetenschappers, mummies en zombies bevocht. Zijn succesvolste film was Santo vs. las Mujeres Vampiro (Santo tegen de Vampiervrouwen) uit 1958, die ook in de Verenigde Staten een kaskraker was. De meeste films waren low budget, waarin hetzelfde beeldmateriaal meerdere keren hergebruikt werd, en waarin Santo vrijwel nooit zijn eigen tekst insprak. Hoewel de Santofilms door filmcritici haast unaniem werden neergesabeld en als B-films worden gezien, waren vrijwel alle films een succes en werd El Santo een van de populairste iconen in Mexico.
Hij droeg steevast zijn zilverkleurige masker, ook buiten de ring. In zijn hele leven heeft hij zijn masker slechts een keer afgedaan, tijdens een televisie-interview een week voor zijn dood in 1984. Fotograaf Lourdes Grobet heeft toen een foto van hem gemaakt, maar houdt deze nog steeds verborgen. Na zijn dood is El Santo zelfs met zijn masker op begraven.
Santo wordt in Mexico tegenwoordig als de archetypische contra-macho gezien, een man die zich wel mannelijk gedraagt, maar in tegenstelling tot de macho niet impulsief en gewelddadig handelt, zijn vrouw trouw is en liefheeft, niet dronken is, enzovoort. De traditie van El Santo wordt tegenwoordig door verschillende personen voortgezet. In Mexico-Stad is er Superbarrio, persoon die zich in een masker hult en goede daden verricht (o.a. na de Aardbeving van 1985) terwijl El Santo's zoon, die zich El Hijo del Santo (De Zoon van Santo) noemt als worstelaar actief is. Ook de skimaskers die door de Zapatistas worden gedragen worden wel gezien als verwijzing naar El Santo. Verder zijn er in Mexico verscheidene gemaskerde activisten actief voor onder andere kinderrechten, rechten van homoseksuelen en tegen de kerncentrale Laguna Verde.
- Biblioteca Nacional de España: XX1420932
- Gemeinsame Normdatei: 133818683
- International Standard Name Identifier: 0000 0004 3983 7078
- Virtual International Authority File: 25803972
- WorldCat: E39PBJrrCXyyCRXgHgqybD7fv3